# Teenage Dream (пісня Кеті Перрі)
«Teenage Dream» — другий сингл третього студійного альбому американської поп-співачки Кеті Перрі — «Teenage Dream». В США сингл вийшов 23 липня 2010. Пісня написана Кеті Перрі, Dr. Luke, Максом Мартіном, Benny Blanco та Бонні МакКі; спродюсована Dr. Luke, Benny Blanco та Максом Мартіном. Музичне відео зрежисоване Yoann Lemoine; прем'єра музичного відео відбулась у липні 2010.

## Музичне відео
10 серпня 2010 відбулася прем'єра відеокліпу. Відеокліп зрежисовано Йоанном Лемуаном.

## Список композицій
- Цифрове завантаження[1]

1. "Teenage Dream" – 3:47
2. "Teenage Dream" (Kaskade Club Remix) – 5:27
3. "Teenage Dream" (Dave Audé Radio) – 3:57

- Німецький CD-сингл[2]

1. "Teenage Dream" – 3:47
2. "Teenage Dream" (Instrumental) – 3:47

- Цифрове завантаження – міні-альбом із реміксами[3]

1. "Teenage Dream" (Vandalism Le Pop Mix) – 3:54
2. "Teenage Dream" (Vandalism V8 Vocal Remix) – 7:04
3. "Teenage Dream" (Manhattan Clique Remix) – 6:40

## Чарти
Тижневі чарти
| Чарт (2010-2014)                           | Місце |
| ------------------------------------------ | ----- |
| Australian Singles Chart                   | 2     |
| Austrian Singles Chart                     | 2     |
| Belgium (Ultratop 50 Flanders) (Фландрія)  | 14    |
| Belgium (Ultratop 50 Wallonia) (Валлонія)  | 15    |
| Brazil (Brasil Hot 100 Airplay)            | 25    |
| Brazil (Billboard Hot Pop Songs)           | 1     |
| Bulgaria (IFPI)                            | 5     |
| Canada (Canadian Hot 100)                  | 2     |
| Czech Republic (Rádio Top 100)             | 8     |
| Danish Singles Chart                       | 13    |
| Denmark Airplay                            | 2     |
| European Hot 100 Singles                   | 5     |
| Finland Suomen virallinen lista            | 14    |
| France French Singles Chart                | 75    |
| France French Download Chart               | 6     |
| Germany German Singles Chart               | 6     |
| Hungary (Rádiós Top 40)                    | 22    |
| Irish Singles Chart                        | 1     |
| Israel Media Forest                        | 5     |
| Italian Singles Chart                      | 9     |
| Japan Japanese Singles Chart               | 19    |
| Japan Japan Adult Contemporary Airplay     | 78    |
| Netherlands Dutch Top 40                   | 4     |
| New Zealand Recorded Music NZ              | 1     |
| Poland (Airplay Chart)                     | 5     |
| Poland (Dance Top 50)                      | 42    |
| Scotland (Official Charts Company)         | 1     |
| Slovakia (Rádio Top 100)                   | 1     |
| Spanish Singles Chart                      | 12    |
| Swedish Singles Chart                      | 21    |
| Swiss Singles Chart                        | 8     |
| UK Singles (Official Charts Company)       | 2     |
| US Billboard Hot 100                       | 1     |
| US Adult Contemporary (Billboard)          | 8     |
| US Adult Top 40 (Billboard)                | 1     |
| US Dance Club Songs (Billboard)            | 1     |
| US Mainstream Top 40 (Billboard)           | 1     |
| US Rhythmic (Billboard)                    | 9     |
| Venezuela Pop Rock General (Record Report) | 1     |

## Продажі
| Країна                 | Сертифікація (таблиця продажів та сертифікатів) | Продажі    |
| ---------------------- | ----------------------------------------------- | ---------- |
| Австралія (ARIA)       | 6× Платина                                      | +420,000   |
| Австрія (IFPI Austria) | Золото                                          | +15,000    |
| Канада (CRIA)          | 4× Платина                                      | +320,000   |
| Данія (IFPI Denmark)   | Золото                                          | +15,000    |
| Франція (SNEP)         |                                                 | +70,000    |
| Німеччина (BVMI)       | Золото                                          | +150,000   |
| Мексика (AMPROFON)     | Золото                                          | +30,000    |
| Нова Зеландія (RIANZ)  | Платина                                         | +15,000    |
| Швеція (GLF)           | Золото                                          | +20,000    |
| Британія (BPI)         | Платина                                         | +600,000   |
| США (RIAA)             | 7× Платина                                      | +4,900,000 |

## Історія релізів
| Регіон          | Дата           | Формат                            |
| --------------- | -------------- | --------------------------------- |
| США             | 23 липня 2010  | Цифрове завантаження              |
| Канада          | 23 липня 2010  | Цифрове завантаження              |
| Світ            | 26 липня 2010  | Цифрове завантаження              |
| США             | 3 серпня 2010  | Mainstream radio                  |
| США             | 24 серпня 2010 | Rhythmic radio                    |
| Велика Британія | 28 серпня 2010 | Цифрове завантаження              |
| Німеччина       | 3 вересня 2010 | CD-сингл                          |
| Світ            | 3 вересня 2010 | Цифровий міні-альбом із реміксами |
| Велика Британія | 26 жовтня 2010 | CD-сингл                          |